# Novo Gama
Novo Gama là một đô thị thuộc bang Goiás, Brasil. Đô thị này có diện tích 191,675 km², dân số năm 2007 là 96442 người, mật độ 503,2 người/km².